# Boijan J:son Liljesson
Ej att förväxla med skådespelaren Boijan Liljeson (1912–1988)
Boijan J:son Liljesson, född 4 december 1920 i Haga församling i Göteborg, död 26 juni 1969 i Örgryte, var en svensk journalist och författarinna (lyriker).
Liljesson var dotter till köpmannen Axel Jönsson och Davida Liljesson. Hon arbetade som journalist och kontorist i Göteborg mellan 1938 och 1942. Blev medarbetare i Aftontidningen 1944. Sin första diktsamling gav hon ut under pseudonymen David Hall.
Boijan Liljesson är begravd på Östra kyrkogården i Göteborg.

## Fotnoter
1. ↑  Sveriges Dödbok 1901–2013.
2. ↑  Svenskt författarlexikon 1941–1950 Projekt Runeberg.
3. ↑  SvenskaGravar